# Sint-Veronuskerk

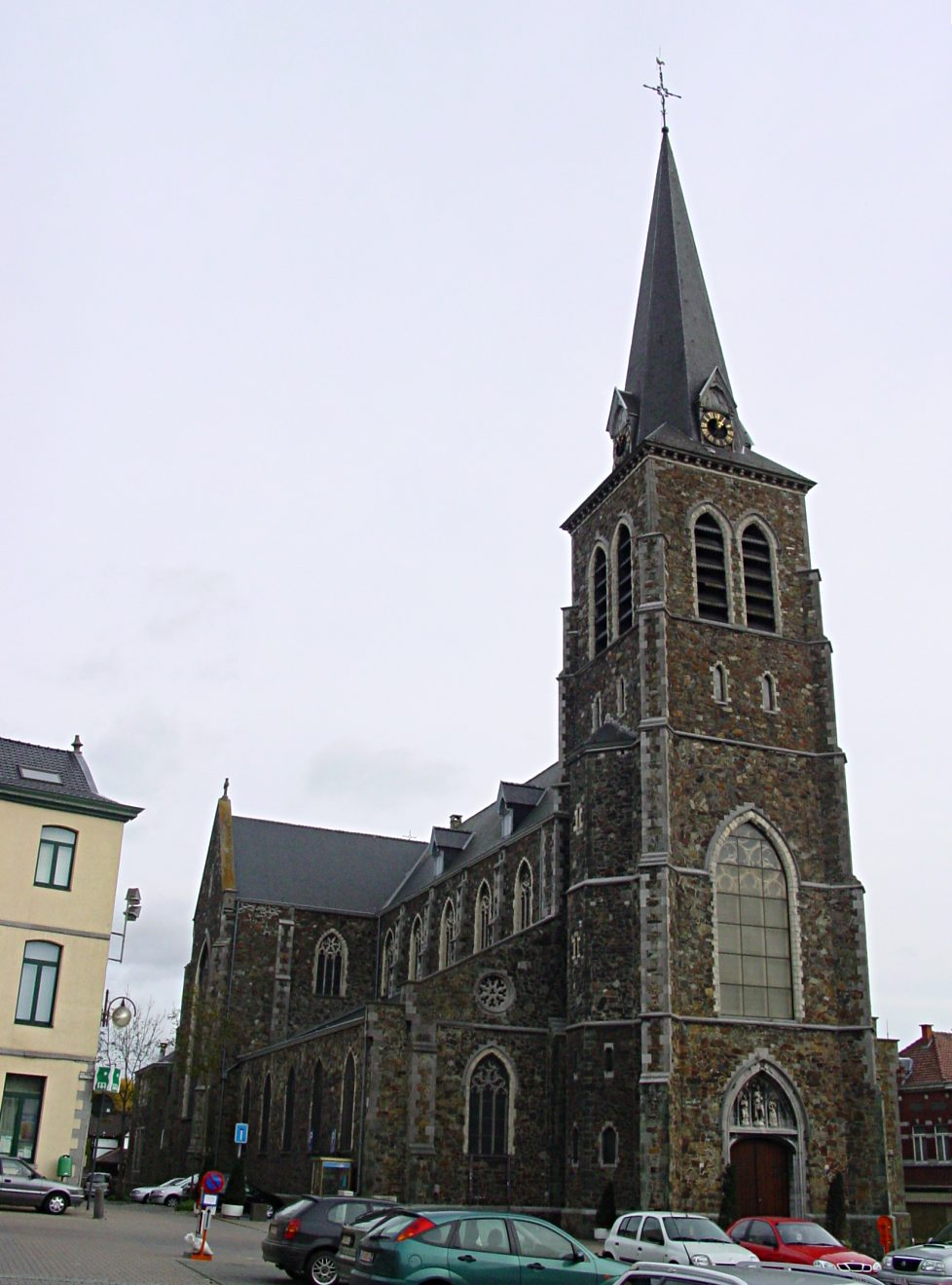
De Sint-Veronuskerk

De Sint-Veronuskerk is een kerkgebouw in Lembeek, een deelgemeente van de Belgische gemeente Halle. Het is een neogotisch gebouw uit het einde van de negentiende eeuw. Het gotisch koor, gebouwd rond 1500, is beschermd in 1947. 
In de kerk staat een gisant uit de 16e eeuw in renaissancestijl van de Heilige Veronus van Lembeek (gestorven in 863). Ook een Sint-Laurentiusbeeld is er te zien uit de 15e eeuw en uit de 16e eeuw Sint-Job en een beeld van Christus op de koude steen.
In Lembeek houdt men jaarlijks op Paasmaandag de Sint-Veroonmars om de beschermheilige van de kerk te eren.